# Pièces en euro de la Belgique

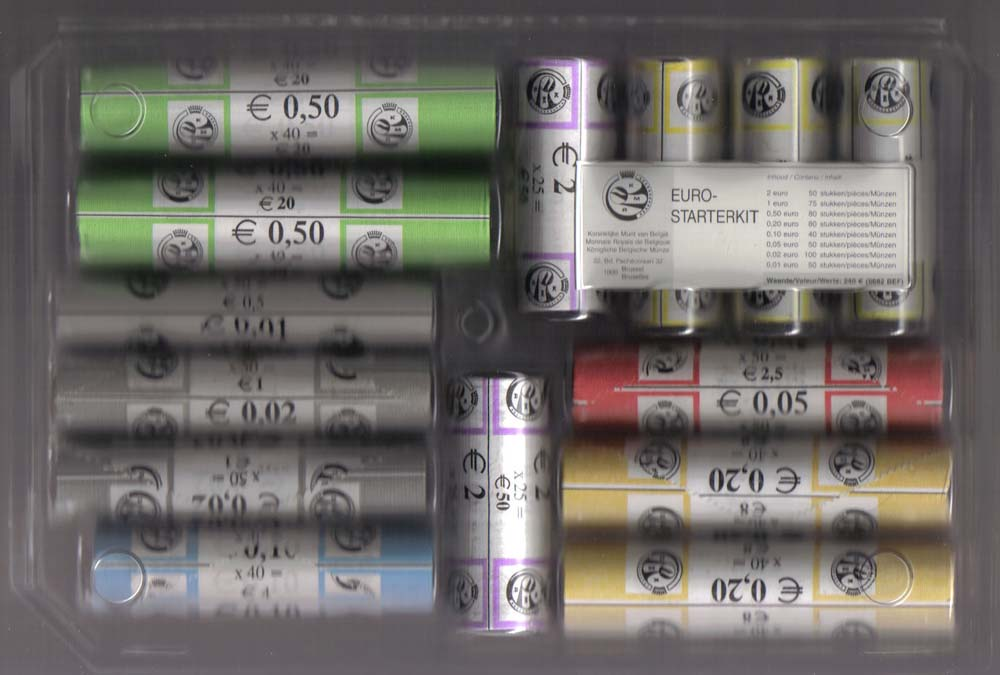
Rouleaux de pièces en euro produites par la Monnaie royale de Belgique.

Les pièces en euro de la Belgique sont les pièces de monnaie en euro frappées par la Belgique, conçues à la Monnaie royale de Belgique, et mises en circulation par la Banque nationale de Belgique. L'euro a remplacé l'ancienne monnaie nationale, le franc belge, le 1er janvier 1999 (entrée dans la zone euro) au taux de conversion de 1 euro = 40,3399 francs. Les pièces en euro belges ont cours légal dans la zone euro depuis le 1er janvier 2002. 

## Pièces destinées à la circulation

### Face commune et spécifications techniques
Comme toutes les pièces en euro destinées à la circulation, les pièces belges répondent aux spécifications techniques communes et présentent un revers commun utilisé par tous pays de la zone euro. Celui-ci indique la valeur de la pièce.
La Belgique utilise la deuxième version du revers depuis 2007.

### Faces nationales des pièces courantes
Les huit pièces en euro de la Belgique ont un dessin unique comportant l'effigie du roi des Belges accompagné de son monogramme. Quatre séries de pièces existent : trois avec le roi Albert II, de 1999 à 2013, et une avec le roi Philippe, depuis 2014. Le poinçon du commissaire des monnaies varie suivant qui en a la fonction au moment de la frappe. La tête casquée de l'archange Saint-Michel a été remplacée par le caducée hollandais depuis que les pièces sont frappées à Utrecht aux Pays-Bas.

#### 1resérie(1999-2007): Albert II,1ertype
La série originale a été créée par Jan Alfons Keustermans et frappée de 1999 à 2007. Elle fut dévoilée par le ministre des finances, Philippe Maystadt, le 16 octobre 1997. Chaque pièce porte l'effigie d'Albert II (1934- ), Roi des Belges, tournée vers la gauche et entourée des 12 étoiles du drapeau européen dans un anneau. Les étoiles sont interrompues, à droite, par le monogramme royal d'Albert II et par le millésime. Aucune marque d'atelier n'est présente et le nom du pays n'y figure pas.
La description des faces nationales de la Belgique et des 14 autres pays ayant adopté l'euro fiduciaire en 2002 a été publiée dans le Journal officiel de l'Union européenne, le 28 décembre 2001.
Le premier millésime indiqué sur les pièces est 1999, date du début de la création de l'euro, mais les pièces n'ont été mises en circulation qu'en 2002. La frappe des pièces belges en euro a commencé le 7 septembre 1998 dans les ateliers de la Monnaie royale de Belgique, en présence du roi Albert II, du premier ministre Jean-Luc Dehaene, du ministre des finances Jean-Jacques Viseur et d'autres personnalités politiques.
Il faut noter que les pièces du millésime 2007 comportent la deuxième version de la face commune.
| 1 centime                               | 2 centimes                              | 5 centimes                                                                    |
| --------------------------------------- | --------------------------------------- | ----------------------------------------------------------------------------- |
|                                         |                                         |                                                                               |
| Effigie et monogramme du roi Albert II. |                                         |                                                                               |
| 10 centimes                             | 20 centimes                             | 50 centimes                                                                   |
|                                         |                                         |                                                                               |
| Effigie et monogramme du roi Albert II. |                                         |                                                                               |
| 1 euro                                  | 2 euros                                 | Gravure sur la tranche (2 euros)                                              |
|                                         |                                         |                                                                               |
| Effigie et monogramme du roi Albert II. | Effigie et monogramme du roi Albert II. | 2**, répété 6 fois, orienté alternativement de bas en haut et de haut en bas. |

#### 2esérie(2008): Albert II,2etype
En 2005, la Commission européenne a édicté de nouvelles recommandations concernant les faces nationales des pièces en euro. Le dessin ne devra pas interrompre le cercle contenant les 12 étoiles et le nom ou l'abréviation du pays devra figurer sur les pièces. La Belgique a décidé d'adapter la face nationale de ses pièces, à partir de 2008.
Les changements sont :
- le déplacement du monogramme royal et de l'année dans la partie intérieure de la pièce, afin de ne laisser dans la couronne que les 12 étoiles européennes ;
- l'ajout, sous le monogramme royal des lettres BE, désignant le pays ;
- l'ajout des différents de la Monnaie royale et du Commissaire des monnaies ;
- légère modification de l'effigie du roi Albert II.

La Belgique est le quatrième État à modifier sa face nationale après le Vatican, Monaco et la Finlande.
| 1 centime                               | 2 centimes                              | 5 centimes                                                                    |
| --------------------------------------- | --------------------------------------- | ----------------------------------------------------------------------------- |
|                                         |                                         |                                                                               |
| Effigie et monogramme du roi Albert II. |                                         |                                                                               |
| 10 centimes                             | 20 centimes                             | 50 centimes                                                                   |
|                                         |                                         |                                                                               |
| Effigie et monogramme du roi Albert II. |                                         |                                                                               |
| 1 euro                                  | 2 euros                                 | Gravure sur la tranche (2 euros)                                              |
|                                         |                                         |                                                                               |
| Effigie et monogramme du roi Albert II. | Effigie et monogramme du roi Albert II. | 2**, répété 6 fois, orienté alternativement de bas en haut et de haut en bas. |

#### 2esériemodifiée (2009-2013): Albert II,3etype
La modification de l'effigie du Roi étant contraire aux recommandations du Conseil pour les affaires économiques et financières, la Belgique a, de nouveau, en 2009, modifié sa face nationale, reprenant la présentation de 2008 mais avec l'effigie originale utilisée de 1999 à 2007. Cette légère modification n'est jamais parue au Journal officiel de l'Union européenne.[réf. nécessaire]
| 1 centime                               | 2 centimes                              | 5 centimes                                                                    |
| --------------------------------------- | --------------------------------------- | ----------------------------------------------------------------------------- |
|                                         |                                         |                                                                               |
| Effigie et monogramme du roi Albert II. |                                         |                                                                               |
| 10 centimes                             | 20 centimes                             | 50 centimes                                                                   |
|                                         |                                         |                                                                               |
| Effigie et monogramme du roi Albert II. |                                         |                                                                               |
| 1 euro                                  | 2 euros                                 | Gravure sur la tranche (2 euros)                                              |
|                                         |                                         |                                                                               |
| Effigie et monogramme du roi Albert II. | Effigie et monogramme du roi Albert II. | 2**, répété 6 fois, orienté alternativement de bas en haut et de haut en bas. |

#### 3esérie(depuis 2014): Philippe
Les pièces à l'effigie du roi Philippe sont frappées à partir du 4 février 2014. Elles sont l’œuvre de Luc Luycx, qui a proposé plusieurs possibilités au nouveau roi (avec ou sans barbe, avec ou sans lunettes, de profil ou pas), lequel a choisi la forme retenue. Chaque pièce porte l'effigie du roi Philippe tournée vers la droite. À gauche, le monogramme royal au-dessus des lettres BE, pour Belgique. En bas, le millésime entouré de la marque du Commissaire des monnaies et de la Monnaie royale de Belgique. Le tout est entouré par les douze étoiles du drapeau européen.
| 1 centime                              | 2 centimes                             | 5 centimes                                                                    |
| -------------------------------------- | -------------------------------------- | ----------------------------------------------------------------------------- |
|                                        |                                        |                                                                               |
| Effigie et monogramme du roi Philippe. |                                        |                                                                               |
| 10 centimes                            | 20 centimes                            | 50 centimes                                                                   |
|                                        |                                        |                                                                               |
| Effigie et monogramme du roi Philippe. |                                        |                                                                               |
| 1 euro                                 | 2 euros                                | Gravure sur la tranche (2 euros)                                              |
|                                        |                                        |                                                                               |
| Effigie et monogramme du roi Philippe. | Effigie et monogramme du roi Philippe. | 2**, répété 6 fois, orienté alternativement de bas en haut et de haut en bas. |

### Pièces commémoratives de 2 euros
La Belgique émet chaque année au moins une pièce commémorative de 2 € depuis 2005.

#### De 2005 à 2009
| 2005                                   | |                      |
| Union économique belgo-luxembourgeoise | |                      |
|                                        | Les effigies conjointes du Grand-Duc Henri de Luxembourg et de Roi des Belges, Albert II, de profil, regardant vers la gauche. Le millésime 2005 apparaît sous les effigies. L'anneau externe de la pièce représente les douze étoiles du drapeau européen interrompues par les monogrammes du Grand-Duc Henri, à gauche, et du Roi Albert II, à droite. |                      |
| Graveur : Luc Luycx                    | \| Gravure sur la tranche : \| Date : \| Tirage : \| \| \| Mai 2005 \| 6 millions de pièces \| |                      |
| Gravure sur la tranche :               | Date : | Tirage :             |
|                                        | Mai 2005 | 6 millions de pièces |

| 2006                                  | |                      |
| Rénovation de l'Atomium, à Bruxelles, | |                      |
|                                       | La représentation de l'Atomium, à Bruxelles. La lettre B, initiale de la Belgique apparaît en haut de la pièce et le millésime 2006 apparaît en bas. L'anneau externe de la pièce comporte les douze étoiles du drapeau européen. |                      |
| Graveur : Luc Luycx                   | \| Gravure sur la tranche : \| Date : \| Tirage : \| \| \| Avril 2006 \| 5 millions de pièces \| |                      |
| Gravure sur la tranche :              | Date : | Tirage :             |
|                                       | Avril 2006 | 5 millions de pièces |

| 2007                               | |                      |
| 50e anniversaire du traité de Rome | |                      |
|                                    | Le centre de la pièce représente le traité signé par les six États membres fondateurs devant un arrière-plan évoquant le dallage, dessiné par Michel-Ange, de la place du Capitole, à Rome, où le traité a été signé le 25 mars 1957. La traduction du mot EUROP complété par un petit A et un petit E figure au-dessus du livre. La légende latine PACTVM ROMANVM QVINQVAGENARIVM est inscrite au-dessus du dessin. L'année 2007 et le nom du pays émetteur en français, néerlandais et allemand BELGIQUE–BELGIE–BELGIEN sont inscrits sous le dessin. L'anneau externe de la pièce comporte les douze étoiles du drapeau européen. |                      |
| Graveur : Helmut Andexlinger       | \| Gravure sur la tranche : \| Date : \| Tirage : \| \| \| 25 mars 2007 \| 5 millions de pièces \| |                      |
| Gravure sur la tranche :           | Date : | Tirage :             |
|                                    | 25 mars 2007 | 5 millions de pièces |

| 2008                                                                 | |                      |
| 60e anniversaire de la Déclaration universelle des droits de l'homme | |                      |
|                                                                      | Des lignes courbes autour d'un rectangle sur lequel figure le chiffre 60. Au-dessus du dessin, le millésime 2008, et en dessous, l'inscription UNIVERSAL DECLARATION OF HUMAN RIGHTS (déclaration universelle des droits de l'homme). Le nom du pays émetteur dans les trois langues nationales BELGIE - BELGIQUE - BELGIEN est inscrit en demi-cercle dans le bas. L'anneau externe de la pièce comporte les douze étoiles du drapeau européen. |                      |
| Graveur : Luc Luycx                                                  | \| Gravure sur la tranche : \| Date : \| Tirage : \| \| \| Mai 2008 \| 5 millions de pièces \| |                      |
| Gravure sur la tranche :                                             | Date : | Tirage :             |
|                                                                      | Mai 2008 | 5 millions de pièces |

| 2009                                                | |                      |
| 10e anniversaire de l'Union économique et monétaire | |                      |
|                                                     | Tous les pays de la zone euro ont émis le 1er janvier une pièce commémorative de 2 € pour célébrer le 10e anniversaire de l'Union économique et monétaire. Le centre de la pièce illustre une silhouette humaine stylisée dont le bras gauche est prolongé par le symbole de l'euro. Le nom du pays émetteur en néerlandais, français et allemand BELGIE–BELGIQUE–BELGIEN apparaît dans la partie supérieure, tandis que l'indication 1999-2009 et l'acronyme EMU (pour Economic and Monetary Union, Union économique et monétaire ou UEM) apparaissent dans la partie inférieure. L'anneau externe de la pièce représente les douze étoiles du drapeau européen. |                      |
| Graveur : Geórgios Stamatópoulos                    | \| Gravure sur la tranche : \| Date : \| Tirage : \| \| \| 1er janvier 2009 \| 5 millions de pièces \| |                      |
| Gravure sur la tranche :                            | Date : | Tirage :             |
|                                                     | 1er janvier 2009 | 5 millions de pièces |

| 2009                                                                    | |                      |
| 200e anniversaire de la naissance de l'inventeur français Louis Braille | |                      |
|                                                                         | Le portrait de Louis Braille, entre ses initiales L et B écrites dans l'alphabet dont il est l'auteur. Au-dessus du portrait, son nom LOUIS BRAILLE ; sous le portrait, l'indication BE du pays émetteur, entre les dates 1809 et 2009. L'anneau externe de la pièce comporte les douze étoiles du drapeau européen. |                      |
| Graveur : Luc Luycx                                                     | \| Gravure sur la tranche : \| Date : \| Tirage : \| \| \| Septembre 2009 \| 5 millions de pièces \| |                      |
| Gravure sur la tranche :                                                | Date : | Tirage :             |
|                                                                         | Septembre 2009 | 5 millions de pièces |

#### De 2010 à 2019
| 2010                                                      | |                      |
| Présidence belge du Conseil de l’Union européenne en 2010 | |                      |
|                                                           | Le logo de la présidence, c'est-à-dire les lettres stylisées EU et trio.be. Au-dessus du dessin, figure l'inscription BELGIAN PRESIDENCY OF THE COUNCIL OF THE EU 2010 (Présidence belge du Conseil de l'UE 2010) et, en dessous, le nom du pays émetteur BELGIE BELGIQUE BELGIEN. Sous le logo se trouve le millésime 2010. L'anneau externe de la pièce comporte les douze étoiles du drapeau européen. |                      |
| Graveur : Luc Luycx                                       | \| Gravure sur la tranche : \| Date : \| Tirage : \| \| \| 10 juin 2010 \| 5 millions de pièces \| |                      |
| Gravure sur la tranche :                                  | Date : | Tirage :             |
|                                                           | 10 juin 2010 | 5 millions de pièces |

| 2011                                                                  | |                      |
| 100e anniversaire de la Journée internationale des droits de la femme | |                      |
|                                                                       | Au-dessus du symbole de la femme, les effigies d'Isala Van Diest, la première femme médecin belge, et de Marie Popelin, la première femme juriste belge. Sous les effigies, entourant le millésime 2011, sont mentionnés leurs noms I. VAN DIEST et M. POPELIN surmontés de l'emblème de leur profession : respectivement le bâton d'Esculape et la balance. Au-dessus des effigies se trouve l'indication du pays émetteur BE. L'anneau externe de la pièce comporte les douze étoiles du drapeau européen. |                      |
| Graveur : Luc Luycx                                                   | \| Gravure sur la tranche : \| Date : \| Tirage : \| \| \| Mai 2011 \| 5 millions de pièces \| |                      |
| Gravure sur la tranche :                                              | Date : | Tirage :             |
|                                                                       | Mai 2011 | 5 millions de pièces |

| 2012                                                                           | |                      |
| 75e anniversaire du Concours musical international Reine Élisabeth de Belgique | |                      |
|                                                                                | Le logo du Concours Reine Élisabeth, composé d'un double E couronné, est superposé à l'effigie de la Reine Élisabeth, tournée vers la gauche. Au-dessus de l'effigie sont indiquées les années 1937-2012. En dessous de l'effigie figure l'inscription QUEEN ELISABETH COMPETITION (Concours Reine Élisabeth). L'indication du pays émetteur BE (pour Belgique) se trouve à droite de l'effigie. L'anneau externe de la pièce comporte les douze étoiles du drapeau européen. |                      |
| Graveur : Luc Luycx                                                            | \| Gravure sur la tranche : \| Date : \| Tirage : \| \| \| Juin 2012 \| 5 millions de pièces \| |                      |
| Gravure sur la tranche :                                                       | Date : | Tirage :             |
|                                                                                | Juin 2012 | 5 millions de pièces |

| 2012                                                             | |                      |
| 10e anniversaire de l'introduction des billets et pièces en euro | |                      |
|                                                                  | Le dessin au centre de la pièce symbolise la place acquise en dix ans par l’euro, qui est désormais un acteur mondial à part entière, et son importance dans la vie quotidienne, différents aspects étant décrits : les citoyens (représentés par une famille de quatre personnes), le commerce (le bateau), l’industrie (l’usine) et l’énergie (les éoliennes). Les lettres BE symbolisant le nom du pays émetteur est apposé en haut de la pièce. L'anneau externe de la pièce comporte les douze étoiles du drapeau européen. |                      |
| Graveur : Helmut Andexlinger                                     | \| Gravure sur la tranche : \| Date : \| Tirage : \| \| \| 30 janvier 2012 \| 5 millions de pièces \| |                      |
| Gravure sur la tranche :                                         | Date : | Tirage :             |
|                                                                  | 30 janvier 2012 | 5 millions de pièces |

| 2013                                                             | |                      |
| 100e anniversaire de l'Institut royal météorologique de Belgique | |                      |
|                                                                  | Le nombre 100 dont le premier zéro entoure les sigles KMI (pour Koninklijk Meteorologisch Instituut) et IRM (pour Institut royal météorologique) et le second forme un soleil. À gauche du soleil, on trouve des isobares, des gouttes de pluie et des flocons de neige. En haut de la pièce le millésime 2013 et, en bas, les lettres BE pour le pays émetteur. L'anneau externe de la pièce comporte les douze étoiles du drapeau européen. |                      |
| Graveur : Peter Denayer                                          | \| Gravure sur la tranche : \| Date : \| Tirage : \| \| \| Novembre 2013 \| 2 millions de pièces \| |                      |
| Gravure sur la tranche :                                         | Date : | Tirage :             |
|                                                                  | Novembre 2013 | 2 millions de pièces |

| 2014                                                      | |                        |
| 100e anniversaire du début de la Première Guerre mondiale | |                        |
|                                                           | Le logo officiel des commémorations du centenaire de la Première Guerre mondiale en Belgique, composé des dates 2014-18 dont la texture du 20 est différente du reste, surmontées d'un coquelicot stylisé et surmontant le texte anglais The Great War Centenary (Le centenaire de la grande Guerre). La mention trilingue du pays émetteur est indiquée en haut à gauche BELGIE-BELGIQUE-BELGIEN. L'anneau externe de la pièce comporte les douze étoiles du drapeau européen. |                        |
| Graveur : Luc Luycx                                       | \| Gravure sur la tranche : \| Date : \| Tirage : \| \| \| Avril 2014 \| 1,75 million de pièces \| |                        |
| Gravure sur la tranche :                                  | Date : | Tirage :               |
|                                                           | Avril 2014 | 1,75 million de pièces |

| 2014                                            | |                |
| 150e anniversaire de la Croix-Rouge de Belgique | |                |
|                                                 | Une croix, dans laquelle on peut lire, sur l'axe horizontal CROIX ROUGE, sur l'axe vertical, RODE KRUIS (Croix-Rouge) et au centre 150. En bas à gauche, le nom du pays émetteur en abrégé BE. En bas à droite, le millésime 2014. L'anneau externe de la pièce comporte les douze étoiles du drapeau européen. |                |
| Graveur : Luc Luycx                             | \| Gravure sur la tranche : \| Date : \| Tirage : \| \| \| Septembre 2014 \| 265 000 pièces \| |                |
| Gravure sur la tranche :                        | Date : | Tirage :       |
|                                                 | Septembre 2014 | 265 000 pièces |

| 2015                              | |                |
| Année européenne du développement | |                |
|                                   | Une main ouverte supportant une jeune pousse devant un globe terrestre stylisé, sous la légende en anglais 2015 EUROPEAN YEAR FOR DEVELOPMENT et au-dessus de la mention abrégée du pays émetteur BE. L'anneau externe de la pièce comporte les douze étoiles du drapeau européen. |                |
| Graveur : Luc Luycx               | \| Gravure sur la tranche : \| Date : \| Tirage : \| \| \| Septembre 2015 \| 250 000 pièces \| |                |
| Gravure sur la tranche :          | Date : | Tirage :       |
|                                   | Septembre 2015 | 250 000 pièces |

| 2015                                              | |                |
| 30e anniversaire du drapeau européen, pièce belge | |                |
|                                                   | « Le dessin représente le drapeau de l'UE, symbole qui unit les peuples et les cultures partageant une vision et un idéal pour un avenir commun meilleur. Douze étoiles qui se transforment en silhouettes humaines symbolisent la naissance d’une nouvelle Europe. » En haut à droite, le nom du pays émetteur BELGIE-BELGIQUE-BELGIEN suivi des années 1985-2015. L'anneau externe de la pièce comporte les douze étoiles du drapeau européen. |                |
| Graveur : Geórgios Stamatópoulos                  | \| Gravure sur la tranche : \| Date : \| Tirage : \| \| \| Novembre 2015 \| 412 500 pièces \| |                |
| Gravure sur la tranche :                          | Date : | Tirage :       |
|                                                   | Novembre 2015 | 412 500 pièces |

| 2016                                      | |                |
| Jeux olympiques à Rio de Janeiro (Brésil) | |                |
|                                           | Logo de l'équipe olympique belge, composé d'un athlète stylisé portant le drapeau belge sur les épaules, au-dessus des anneaux olympiques et de la légende en anglais TEAM BELGIUM (équipe Belgique). À gauche, à la verticale, le millésime 2016. À droite, la mention du pays émetteur BE. L'anneau externe de la pièce comporte les douze étoiles du drapeau européen. |                |
| Graveur : Bernard Gillard                 | \| Gravure sur la tranche : \| Date : \| Tirage : \| \| \| Mars 2016 \| 375 000 pièces \| |                |
| Gravure sur la tranche :                  | Date : | Tirage :       |
|                                           | Mars 2016 | 375 000 pièces |

| 2016                                        | |                        |
| Journée internationale des enfants disparus | |                        |
|                                             | Visage de Liam Vanden Branden, enfant de 2 ans disparu en 1996 et jamais retrouvé. À gauche, la légende trilingue MISSING-DISPARU-VERMIST. À droite l'URL du site de l'organisation non gouvernementale Child Focus WWW.CHILDFOCUS.BE. En haut la mention trilingue du pays émetteur BELGIQUE•BELGIE•BELGIEN. L'anneau externe de la pièce comporte les douze étoiles du drapeau européen. Appelée pièce de l'espoir, elle fait partie d'une opération de sensibilisation à la disparition d'enfants, sur les réseaux sociaux. |                        |
| Graveur : Luc Luycx                         | \| Gravure sur la tranche : \| Date : \| Tirage : \| \| \| Mai 2016 \| 1,02 million de pièces \| |                        |
| Gravure sur la tranche :                    | Date : | Tirage :               |
|                                             | Mai 2016 | 1,02 million de pièces |

| 2017                                                      | |                |
| 200e anniversaire de la création de l'Université de Liège | |                |
|                                                           | L'écusson couronné de l'Université de Liège dans un cercle et entouré des années 1817 et 2017. Le long du cercle la légende en français et en anglais 200 ANS UNIVERSITE DE LIEGE - 200 YEARS UNIVERISTY OF LIEGE. En bas, la mention abrégée du pays émetteur BE. L'anneau externe de la pièce comporte les douze étoiles du drapeau européen. |                |
| Graveur : Luc Luycx                                       | \| Gravure sur la tranche : \| Date : \| Tirage : \| \| \| Avril 2017 \| 200 000 pièces \| |                |
| Gravure sur la tranche :                                  | Date : | Tirage :       |
|                                                           | Avril 2017 | 200 000 pièces |

| 2017                                                     | |                |
| 200e anniversaire de la création de l'Université de Gand | |                |
|                                                          | Le logo de l'Université de Gand dans un cercle au-dessus des années 1817-2017. Le long du cercle la légende bilingue 200 JAAR UNIVERSITEIT GENT - 200 YEARS GHENT UNIVERSITY (200 ans Université de Gand). En bas, la mention abrégée du pays émetteur BE. L'anneau externe de la pièce comporte les douze étoiles du drapeau européen. |                |
| Graveur : Luc Luycx                                      | \| Gravure sur la tranche : \| Date : \| Tirage : \| \| \| Septembre 2017 \| 200 000 pièces \| |                |
| Gravure sur la tranche :                                 | Date : | Tirage :       |
|                                                          | Septembre 2017 | 200 000 pièces |

| 2018                                      | |                     |
| 50e anniversaire des événements de mai 68 | |                     |
|                                           | Représentation stylisée de deux étudiants, l'un brandissant des tracts, l'autre un drapeau, devant un amphithéâtre. En haut, la légende bilingue mei et mai l'un au-dessus de l'autre suivi de • 1968. Au gauche des deux étudiants, le millésime 2018 au-dessus de la mention du pays émetteur en abrégé BE. L'anneau externe de la pièce comporte les douze étoiles du drapeau européen. Le projet présenté initialement aux autorités européennes a été refusé en raison de la mention student revolt (révolte étudiante). |                     |
| Graveur : Luc Luycx                       | \| Gravure sur la tranche : \| Date : \| Tirage : \| \| \| Mai-juin 2018 \| 260 000 exemplaires \| |                     |
| Gravure sur la tranche :                  | Date : | Tirage :            |
|                                           | Mai-juin 2018 | 260 000 exemplaires |

| 2018 | |                |
| 50e anniversaire du lancement du satellite européen ESRO 2B, le 17 mai 1968 depuis Vandenberg Air Force Base, aux États-Unis, | |                |
| | Le satellite artificiel ESRO 2B en orbite autour de la Terre. La Terre située à droite du satellite montre les continents européen et africain. En haut, à gauche, le nom du satellite ESRO-2B et les années 1968 et 2018 l'une en dessous de l'autre. En bas, la mention du pays émetteur en abrégé BE. L'anneau externe de la pièce comporte les douze étoiles du drapeau européen. |                |
| Graveur : Luc Luycx | \| Gravure sur la tranche : \| Date : \| Tirage : \| \| \| Octobre 2018 \| 260 000 pièces \| |                |
| Gravure sur la tranche : | Date : | Tirage :       |
| | Octobre 2018 | 260 000 pièces |

| 2019                                                                                              | |                     |
| 450e anniversaire de la mort du peintre Pieter Brueghel l'Ancien, le 9 septembre 1569 à Bruxelles | |                     |
|                                                                                                   | Buste de profil de Pieter Bruegel l'Ancien, tourné vers la gauche, devant un chevalet portant le tableau La Tour de Babel. En haut, à gauche, l'initiale de son prénom suivie de son nom P. BRUEGEL. Juste en dessous, l'année de sa mort suivie d'un obèle 1569† et le millésime 2019. À gauche du tableau, la mention du pays émetteur en abrégé BE. Le dessin est entouré en grande partie d'un cercle formé de points. L'anneau externe de la pièce comporte les douze étoiles du drapeau européen. |                     |
| Graveur : Luc Luycx                                                                               | \| Gravure sur la tranche : \| Date : \| Tirage : \| \| \| Janvier 2019 \| 155 000 exemplaires \| |                     |
| Gravure sur la tranche :                                                                          | Date : | Tirage :            |
|                                                                                                   | Janvier 2019 | 155 000 exemplaires |

| 2019                                                             | |                     |
| 25e anniversaire de la création de l'Institut monétaire européen | |                     |
|                                                                  | Effigie d'Alexandre Lamfalussy (1929-2015), premier président de l'Institut monétaire européen, sous laquelle est indiquée son nom A. Lamfalussy. En bas, à gauche, 4 pièces de monnaie stylisées. De haut en bas, elles portent le signe € (pour l'euro), le sigle ECU (pour la European Currency Unit, ancêtre de l'euro) et le code ISO BEF (pour le franc belge). La dernière pièce ne comporte aucun texte. Au-dessus des pièces, le sigle EMI (pour European Monetary Institute) surmonté de l'année de création 1994. En haut à gauche, le nom de l'institut en anglais European Monetary Institute. En bas, la mention du pays émetteur en abrégé BE et le millésime 2019. L'anneau externe de la pièce comporte les douze étoiles du drapeau européen. |                     |
| Graveur : Luc Luycx                                              | \| Gravure sur la tranche : \| Date : \| Tirage : \| \| \| Mai 2019 \| 155 000 exemplaires \| |                     |
| Gravure sur la tranche :                                         | Date : | Tirage :            |
|                                                                  | Mai 2019 | 155 000 exemplaires |

#### Depuis 2020
| 2020                                           | |                |
| Année internationale de la santé des végétaux, | |                |
|                                                | Logo de l'année internationale composé de cinq feuilles d'arbre formant un disque au-dessus de l'année 2020 dont le premier zéro est divisé en 17 quartiers représentant les 17 objectifs du développement durable. En haut, la légende INTERNATIONAL YEAR OF PLANT HEALTH (Année internationale de la santé des végétaux). En bas, la mention du pays émetteur BE. L'anneau externe de la pièce comporte les douze étoiles du drapeau européen. |                |
| Graveur : Luc Luycx                            | \| Gravure sur la tranche : \| Date : \| Tirage : \| \| \| Mars 2020 \| 755 000 pièces \| |                |
| Gravure sur la tranche :                       | Date : | Tirage :       |
|                                                | Mars 2020 | 755 000 pièces |

| 2020                     | |                |
| Jan van Eyck,            | |                |
|                          | Buste de Jan van Eyck d'après son autoportrait présumé L'Homme au turban rouge, accompagné d'une palette de peintre. À gauche, la signature latine de l'artiste. En haut à gauche, son nom J. van Eyck. À droite, le millésime 2020 au-dessus de la mention du pays émetteur BE. L'anneau externe de la pièce comporte les douze étoiles du drapeau européen. |                |
| Graveur : Luc Luycx      | \| Gravure sur la tranche : \| Date : \| Tirage : \| \| \| 2e semestre 2020 \| 155 000 pièces \| |                |
| Gravure sur la tranche : | Date : | Tirage :       |
|                          | 2e semestre 2020 | 155 000 pièces |

| 2021 | |                |
| 500e anniversaire de la publication de l’ordonnance relative à la deuxième période d’émission de pièces de monnaie sous le règne de Charles Quint | |                |
| | Portrait en buste de Charles Quint, sous lequel figure la mention Carolus V. À gauche est représentée une pièce de monnaie, un florin d’or Carolus émis en 1521 à la suite de l’ordonnance citée en titre. Le code pays BE et l'année d'émission 2021 se trouvent sous le florin. L’anneau extérieur de la pièce comporte les douze étoiles du drapeau européen. |                |
| Graveur : Luc Luycx | \| Gravure sur la tranche : \| Date : \| Tirage : \| \| \| octobre 2021 \| 155 000 pièces \| |                |
| Gravure sur la tranche : | Date : | Tirage :       |
| | octobre 2021 | 155 000 pièces |

| 2021                                                                                    | |                |
| 100e anniversaire de la constitution de l’Union économique belgo-luxembourgeoise (UEBL) | |                |
|                                                                                         | Effigies du roi des Belges, Philippe, et du Grand-Duc de Luxembourg, Henri tournées vers la droite. En haut, à droite, la carte de la Belgique et du Luxembourg, avec les lettres BE et LUX. En vertical, à travers la carte, la légende : ECONOMIC UNION (Union économique). Sous les effigies, les années 1921 et 2021. L’anneau extérieur de la pièce comporte les douze étoiles du drapeau européen. |                |
| Graveur : Luc Luycx                                                                     | \| Gravure sur la tranche : \| Date : \| Tirage : \| \| \| Été 2021 \| 155 000 pièces \| |                |
| Gravure sur la tranche :                                                                | Date : | Tirage :       |
|                                                                                         | Été 2021 | 155 000 pièces |

| 2022                                                                                        | |                  |
| Reconnaissance d’un engagement exceptionnel pour les soins pendant la pandémie de covid-19, | |                  |
|                                                                                             | Un soignant masqué de profil, tourné vers la gauche, surmonté d'une croix à quatre branches égales. Dans la moitié gauche, des représentations d'outils médicaux : un stéthoscope, un moniteur cardiaque, une seringue, un symbole de fauteuil roulant et un mortier. À gauche, les mots DANKE - MERCI - DANK U. En bas, le millésime 2022 et la mention du pays émetteur BE. L’anneau extérieur de la pièce comporte les douze étoiles du drapeau européen. |                  |
| Graveur : Luc Luycx                                                                         | \| Gravure sur la tranche : \| Date : \| Tirage : \| \| \| Mai 2022 \| 2 155 000 pièces \| |                  |
| Gravure sur la tranche :                                                                    | Date : | Tirage :         |
|                                                                                             | Mai 2022 | 2 155 000 pièces |

| 2022                                                | |
| 35e anniversaire du programme Erasmus, créé en 1987 | |
|                                                     | Tous les pays de l'Union européenne utilisant l'euro émettent une pièce de 2 euros commémorative pour le 35e anniversaire du programme Erasmus. Le philosophe, humaniste et théologien néerlandais Érasme écrivant, d'après le tableau Desiderius Erasmus de Hans Holbein le Jeune, entouré d'une série de lien formant des étoiles et le nombre 35. Sur son flanc, les années 1987-2022 et les mots ERASMUS PROGRAMME. Devant sa poitrine, la mention du pays émetteur BE. L'anneau externe de la pièce comporte les douze étoiles du drapeau européen. |
| Graveur : Joaquin Jimenez                           | \| Gravure sur la tranche : \| Tirage : \| \| \| 1 million de pièces \| |
| Gravure sur la tranche :                            | Tirage : |
|                                                     | 1 million de pièces |

| 2023                               | |
| L'année de Art nouveau en Belgique | |
|                                    | Sur le dessin figure un détail des motifs décoratifs ornant la façade de l'Hôtel van Eetvelde, une célèbre maison de maître bruxelloise conçue par l'architecte belge de style Art nouveau Victor Horta. Les lignes courbes et asymétriques de ces motifs décoratifs reflètent le style caractéristique du mouvement Art nouveau, inspiré de la nature. Ces motifs recouvrent la moitié inférieure de la pièce, laissant libre dans la partie supérieure un espace rempli par l’inscription «ART NOUVEAU». |
| Graveur : Iris Bruijns             | \| Date : \| Tirage : \| \| Juin 2023 \| 155 000 pièces \| |
| Date :                             | Tirage : |
| Juin 2023                          | 155 000 pièces |

| 2023                                                     | |
| 75e anniversaire du droit de vote des femmes en Belgique | |
|                                                          | Au centre, le dessin montre une case d’un bulletin de vote, qu’un crayon est en train de griser. À la case grisée se superpose le symbole de Vénus. La mention «75 JAAR ANS» figure dans la partie inférieure gauche, à côté de l’image centrale. Des inscriptions en néerlandais et en français entourent également l’image centrale: «ALGEMEEN VROUWENKIESRECHT» – «SUFFRAGE UNIVERSEL FÉMININ». Les pièces devant être frappées par la Monnaie royale des Pays-Bas, la marque d’atelier de l’Hôtel des monnaies d’Utrecht (un caducée de Mercure) apparaît sur le côté droit de la pièce; elle est accompagnée de la marque du maître belge (une fleur d’aster devant une fiole Erlenmeyer) ainsi que du code pays «BE» et du millésime «2023». |
| Graveur : Iris Bruijns                                   | \| Date : \| Tirage : \| \| octobre 2023 \| 130 000 pièces \| |
| Date :                                                   | Tirage : |
| octobre 2023                                             | 130 000 pièces |

| 2024                                                      | |
| Présidence belge du Conseil de l'Union européenne en 2024 | |
|                                                           | Le dessin représente une volée d’oiseaux (des hirondelles) symbolisant le fonctionnement de l'UE, ses membres évoluant en groupe mais disposant chacun d'une marge de manœuvre individuelle, créant ainsi une entité complexe et dynamique. Le groupe représente donc avant tout la communauté. Dans un vol d'hirondelles, il y en a toujours une qui prend la tête et emmène le groupe dans son sillage, comme le fera la Belgique au premier semestre de 2024. Les 27 oiseaux symbolisent également le nombre total d’États membres de l'UE. Le code pays «BE» figure entre les oiseaux, en haut à droite du dessin. Dans l’espace libre qui se trouve dans la moitié inférieure, sous la volée d'oiseaux, figure l'inscription «BELGIAN PRESIDENCY OF THE COUNCIL OF THE EU 2024». |
| Graveur : Iris Bruijns                                    | \| Date : \| Tirage : \| \| 15 janvier 2024 \| 2 128 500 pièces \| |
| Date :                                                    | Tirage : |
| 15 janvier 2024                                           | 2 128 500 pièces |

| 2024                               | |
| Lutte contre le cancer en Belgique | |
|                                    | Au centre du dessin figure un ruban, symbole universel de l’engagement dans la lutte contre le cancer. Le ruban se prolonge vers les deux côtés de la pièce en formant des lignes incurvées qui représentent les battements d’un cœur sur un écran, exprimant ainsi la vie et la vitalité. Trois lignes sont visibles dans la partie supérieure, symbolisant un arc-en-ciel. Dans la partie inférieure de la pièce figurent des inscriptions en français et en néerlandais: «Lutte contre le cancer» — «Strijd tegen kanker». Les pièces devant être frappées par la Monnaie Royale des Pays-Bas, la marque d’atelier de l’Hôtel des monnaies d’Utrecht (un caducée) est représentée tout en bas de la pièce, à côté de la marque d’atelier du commissaire des monnaies belge (une fleur d’aster devant une fiole Erlenmeyer). |
| Graveur : Iris Bruijns             | \| Date : \| Tirage : \| \| mai 2024 \| 2 130 000 pièces \| |
| Date :                             | Tirage : |
| mai 2024                           | 2 130 000 pièces |

### Frappe des pièces de circulation courante
|      | 1 ct | 2 ct | 5 ct | 10 ct | 20 ct | 50 ct | 1 € | 2 € |
| 1999 | oui  | non  | oui  | oui   | non   | oui   | oui | non |
| 2000 | non  | oui  | non  | non   | oui   | non   | non | oui |
| 2001 | oui  | non  | non  | oui   | non   | non   | non | non |
| 2002 | non  | non  | non  | oui   | oui   | oui   | oui | oui |
| 2003 | oui  | oui  | oui  | non   | oui   | non   | oui | oui |
| 2004 | oui  | oui  | oui  | oui   | oui   | oui   | oui | oui |
| 2005 | non  | non  | oui  | oui   | oui   | non   | non | oui |
| 2006 | oui  | oui  | oui  | non   | oui   | non   | non | oui |
| 2007 | oui  | oui  | non  | non   | oui   | oui   | non | oui |
| 2008 | non  | non  | non  | non   | oui   | oui   | oui | oui |
| 2009 | oui  | oui  | non  | non   | oui   | oui   | oui | oui |
| 2010 | oui  | oui  | oui  | oui   | oui   | non   | non | oui |
| 2011 | oui  | non  | oui  | oui   | oui   | oui   | oui | oui |
| 2012 | oui  | oui  | oui  | oui   | oui   | oui   | oui | non |
| 2013 | oui  | oui  | oui  | oui   | non   | non   | non | non |
| 2014 | non  | oui  | oui  | non   | non   | oui   | non | non |
| 2015 | oui  | oui  | oui  | oui   | non   | oui   | non | non |
| 2016 | oui  | oui  | oui  | non   | non   | oui   | non | non |
| 2017 | oui  | non  | oui  | oui   | non   | oui   | non | non |
| 2018 | non  | non  | oui  | oui   | non   | non   | non | non |
| 2019 | non  | non  | oui  | oui   | oui   | oui   | non | oui |
| 2020 | non  | non  | non  | non   | non   | non   | non | non |
| 2021 | non  | non  | non  | non   | non   | non   | non | non |

## Pièces de collection
La Belgique émet également plusieurs pièces de collection par an qui ne peuvent être utilisées dans les autres pays.

## Production des pièces
Jusqu'en 2017, la Monnaie royale de Belgique a assuré la conception et la frappe des pièces. En octobre 2016, le gouvernement Michel décide de fermer l'atelier et d'externaliser la frappe des pièces. L'économie est estimée à 2,5 millions d'euros par an. Le 23 octobre 2017, la Monnaie royale frappe ses dernières pièces. Le 22 janvier 2018, le gouvernement annonce que la frappe des pièces belges est confiée à la Monnaie royale des Pays-Bas, qui a elle-même été rachetée par le groupe belge Heylen, basé à Herentals.